# Cabeza de cartel
Cabeza de cartel es un concepto que hace referencia en el teatro, el cine y los conciertos —aunque también puede usarse en política—, a la personalidad principal de una manifestación artística donde interactúan diversos actores o cantantes
«Cabeza» es el nombre de la parte superior de una cosa, en este caso el «cartel» y será el primero que el lector leerá. Existe asimismo, en algunos carteles, una clara diferenciación entre el protagonismo de un personaje y su lugar de colocación el cartel. 
En los carteles de cine, el orden y el tamaño de las letras se negocian con los actores en sus contratos.